# Ралепелле, Чилибой
Махлатсе Чилибой Ралепелле (англ. Mahlatse Chiliboy Ralepelle, родился 11 сентября 1986 в Цанене) — южноафриканский регбист, выступающий на позиции хукера.

## Биография

### Ранние годы
Окончил среднюю мужскую школу Претории, в которой увлёкся регби. В 2002 году выступал за сборную ЮАР среди школьников не старше 18 лет. За сборную ЮАР до 19 лет играл в 2004—2005 годах, выиграв в 2005 году чемпионат мира среди юниоров U-19 и дебютировав в том же году за сборную U-21. В 2006 году был капитаном сборной ЮАР на молодёжном чемпионате мира во Франции, на котором «бэбибокс» дошли до финала, проиграв хозяевам 13:24.

### 2005—2006
В 2005 году Чилибой был заявлен на Кубок Vodacom 2005 за команду «Блю Буллз»: не сыграв ни матча, он оставался капитаном команды U-21 в чемпионате провинций U-19. Официальный дебют Ралепелле состоялся в сезоне Супер 14 2006 года, когда 10 февраля он вышел на последней минуте на замену в матче против «Читаз» в Блюмфонтейне (победа 30:18). Вторую свою встречу 25 февраля против «Уаратаз» Ралепелле начал на скамейке запасных, выйдя затем на поле (победа 26:17). В розыгрыше Кубка Vodacom 2006 Ралепелле сыграл пять встреч, а 18 марта занёс попытку в матче против «Грифонс» (победа 30:6).
Несмотря на то, что Ралепелле сыграл меньше 10 минут в Супер Регби и всего пять матчей в Кубке Vodacom, он был вызван в заявку сборной ЮАР на Кубок трёх наций 2006. Главный тренер Джейк Уайт включил его в заявку сборной на матч 5 августа против Австралии в Сиднее, однако на поле так и не вышел (поражение 18:20). 26 августа он провёл первую игру в сборной ЮАР против Новой Зеландии в Претории (поражение 26:45); его также включали в заявки на два последних матча Кубка.
Ралепелле также был в заявке сборной ЮАР на турне по Англии и Ирландии 2006 года, однако на матч против Ирландии и на первую встречу против Англии он не вышел, сыграв во второй встрече на «Туикенеме». В последней встрече против сборной мира на стадионе «Уокерс» в Лестере Ралепелле вывел свою команду как капитан, став первым чернокожим (и самым молодым) капитаном сборной ЮАР.

### 2007—2008
В 2007 году Ралепелле сыграл всего один матч в сезон Супер 14, 10 февраля против «Читаз» (победа 24:20), а затем получил травму колена и выбыл до конца года. В 2008 году он вернулся в строй, сыграв в предсезонных встречах, однако 26 февраля перед матчем в Джордже против «Саут-Уэстерн Дистриктс Иглз» повредил колено на разминке и опять выбыл из строя.
Из-за проблем с коленями Чилибой не играл полтора года, окончательно вернувшись только в августе 2008 года в Первом дивизионе Кубка Карри и дебютировав в игре Кубка спустя два с половиной года после дебюта в Супер Регби. Он вышел на замену вместо Бандисе Маку в игре 1 августа в Бракпане против «Фэлконс» (победа 50:7). Всего он сыграл восемь матчей, дойдя с командой до финала: в финале 25 октября он вышел на замену, однако не смог спасти команду от поражения от «Шаркс» (9:14). В том же году он участвовал в турне сборной ЮАР по Великобритании в ноябре, сыграв матч против Англии 22 ноября 2008 (победа 42:6).

### 2009—2010
В 2009 году в сезоне Супер 14 Ралепелле сыграл 15 встреч и занёс первую попытку в игре 9 мая против «Читаз» (победа 29:20). В том году с командой он дошёл до финала турнира, выйдя на замену во втором тайме игры против «Чифс» — его команда выиграла титул чемпионов Супер 14, победив со счётом 61:17. В 2009 году он попал в заявку ЮАР на серию игр против «Британских и ирландских львов», сыграв в третьем тест-матче 4 июля (поражение 9:28). Ещё 4 матча он сыграл в Кубке трёх наций, который ЮАР выиграла в третий раз.
6 ноября 2009 года его сборная сыграла матч против английского клуба Премьер-лиги «Лестер Тайгерс» и сенсационно проиграла 17:22. Чилибой вывел команду как капитан, а по ходу матча повредил стопу. Из-за операции и последующего восстановления он пропустил три месяца.
В 2010 году Рапелелле сыграл 5 матчей за «Блю Буллз» в рамках Кубка Vodacom и всего одну игру 15 мая против «Стормерз» в сезоне Супер 14 (поражение 10:38). При этом он вызывался на летние тест-матчи ЮАР против Уэльса, Франции и Италии, в которых сыграл. За тот год он сыграл ещё 5 встреч на Кубке трёх наций и восемь игр за «Блю Буллз» в Первом дивизионе Кубка Карри.
15 ноября 2010 года после матча против Ирландии, проходившего во время турне ЮАР по Великобритании, у Ралепелле и ещё одного игрока, Бьёрна Бассона результаты допинг-анализов показали наличие запрещённого вещества метилгексанамин, вследствие чего обоих игроков отправили немедленно домой. Позже Регбийный союз ЮАР признал ошибку и извинился перед обоими: вещество содержалось в пищевых добавках типа Anabolic Nitro Nitric Oxide Extreme Energy Surge, которые употребляли все игроки сборной. В британской версии этой добавки метилгексанамина не было, вследствие чего британские допинг-тесты расценивали его как запрещённый препарат.

### 2011—2013
В сезоне Супер Регби 2011 Ралепелле сыграл 16 игр и занёс попытку в матче 23 апреля против клуба «Уэстерн Форс» (поражение 21:26). Команда заняла 7-е место по итогам регулярного чемпионата и не попала в плей-офф. В том же году в игре 23 июля против Австралии в рамках Кубка трёх наций (поражение 20:39). В розыгрыше Кубка Карри Первого дивизиона он сыграл 3 матча. Также Чилибой был включён в заявку ЮАР на чемпионат мира в Новой Зеландии, выйдя на замену только в матче 22 сентября против Намибии (победа 87:0), а южноафриканцы покинули турнир на стадии четвертьфинала.
В 2012 году в сезоне Супер Регби Чилибой сыграл 17 матчей, выведя команду в плей-офф, однако его клуб проиграл там «Крусейдерс». Из-за очередной травмы колена он так и не сыграл на Чемпионате регби. В конце года он вернулся на поле, сыграв три матча в Кубке Карри, а также был включён в заявку на тест-матчи ЮАР (на поле не выходил).
В 2013 году в сезоне Супер Регби Чилибой сыграл 17 матчей и установил собственный рекорд результативности, занеся две попытки — одну 22 февраля против «Стормерз» (победа 25:17) и вторую 29 июня против «Саутерн Кингз» (победа 48:18). 8 июня он вышел на замену в тест-матче против сборной Италии, а в том же месяце было объявлено о его переходе во французскую «Тулузу» после завершения розыгрыша Кубка Карри 2013 года, в котором Чилибой так и не провёл ни одного матча.

### Первая допинговая дисквалификация
Дебют за «Тулузу» состоялся в Кубке Хейнекен 2013/2014 в матче против «Цебре» (победа 38:5). Через две недели Чилибой дебютировал в матче чемпионата Франции против «Тулона» (победа 13:12), сыграв всего 10 матчей в Топ-14 и шесть в Кубке Хейнекен. В феврале 2014 года он провёл последнюю игру в сезоне против «Биарриц Олимпик»: несмотря на победу 16:6, Ралепелле снова травмировался. Из-за разрыва крестообразных связок он пропустил остаток сезона.
19 марта 2014 года допинг-тест показал наличие в его крови дростанолона — запрещённого анаболического стероида. Слушания по допинг-делу были назначены на середину марта 2015 года, однако контракт с Ралепелле был разорван, и тот вернулся в ЮАР. Рапелелле был дисквалифицирован ровно на два года, срок начала дисквалификации отсчитывался с 10 апреля 2014 года.

### Возвращение в «Шаркс»
Перед началом Супер Регби 2016 Ралепелле перешёл в команду «Шаркс» из Дурбана, в составе которой играл до начала 2019 года.

### Вторая допинговая дисквалификация
17 января 2019 года Ралепелле провалил допинг-тест: в его организме был обнаружен запрещённый зеранол, который он якобы употреблял в процессе восстановления после травмы. В результате он был дисквалифицирован на 8 лет. Сам игрок не признавал свою вину в умышленном употреблении и утверждал, что многократно тестировался после своей второй дисквалификации и стремился в дальнейшем не рисковать своей карьерой. Его защита утверждала, что расследование было проведено с многочисленными нарушениями, чтобы дискредитировать игрока. Попытка оспорить дисквалификацию в сентябре 2020 года потерпела неудачу.

### Личная жизнь
Чилибой исповедует христианство и утверждает, что вера «не позволяет ему врать и обманывать» — на основании этого Чилибой даже пытался оспорить свою дисквалификацию 2019 года, но безуспешно.

## Достижения

### Клубные
- Чемпион Супер Регби (Супер 14): 2007, 2009, 2010

### В сборной
- Чемпион мира U-19: 2005
- Вице-чемпион мира U-21: 2006
- Чемпион Кубка трёх наций: 2009